# XUL
XUL (вимовляється «зул», XML User Interface Language) — мова розмітки для створення графічних інтерфейсів користувача, основана на XML. XUL поширюється та розробляється в межах проєкту Mozilla.
XUL розроблено для створення інтерфейсів у таких програмах, як браузери (Seamonkey, Mozilla Firefox, Flock), поштовий клієнт Mozilla Thunderbird, програма-календар Mozilla Sunbird, редактор HTML NVU, медіа-програвач Songbird. XUL можна ефективно використовувати для створення будь-яких програм та розширень, пов'язаних з роботою з вебресурсами і не тільки.
XUL, як і HTML, описує інтерфейси за допомогою мови розмітки і дозволяє задавати зовнішній вигляд програми через CSS та визначати поведінку за допомогою JavaScript. Однак, на відміну від HTML, XUL дозволяє створювати динаміку користувацького інтерфейсу набагато швидше та зручніше. XUL надає багатий набір компонентів, з можливим побудувати інтерфейс розширення чи програми.
У 2017 році компанія Mozilla перевела XUL і XBL (XML Binding Language) в розряд застарілих і припинила в Friefox 57 підтримку доповнень, написаних з використанням цих технологій. Водночас почалася робота з переписування зав'язаних на XBL/XUL компонентів Firefox. Останніми компонентами інтерфейсу, зав'язаними на XBL, залишалися адресний рядок і менеджер доповнень, які були замінені на нові реалізації в Firefox 68.